# Wiesmann GT
Wiesmann GT – sportowy samochód osobowy produkowany przez niemiecką firmę Wiesmann od roku 2003. Dostępny jako 2-drzwiowy roadster. Do napędu użyto silnika V8 o pojemności 4,8 litra. Moc przenoszona była na oś tylną poprzez 6-biegową manualną skrzynię biegów. Następcą został Wiesmann GT MF 5.

## Dane techniczne

### Silnik
- V8 4,8 l (4799 cm³), 4 zawory na cylinder, DOHC
- Układ zasilania: wtrysk Bo Mo ME9.2.2
- Średnica × skok tłoka: 93,00 mm × 88,30 mm
- Stopień sprężania: 10,5:1
- Moc maksymalna: 367 KM (269,9 kW) przy 6300 obr./min
- Maksymalny moment obrotowy: 490 N•m przy 3400 obr./min

### Osiągi
- Przyspieszenie 0-100 km/h: 4,6 s (6,04 m/s²(inne języki))
- Prędkość maksymalna: 280 km/h
- Średnie zużycie paliwa: 11,7 l / 100 km

## Bibliografia

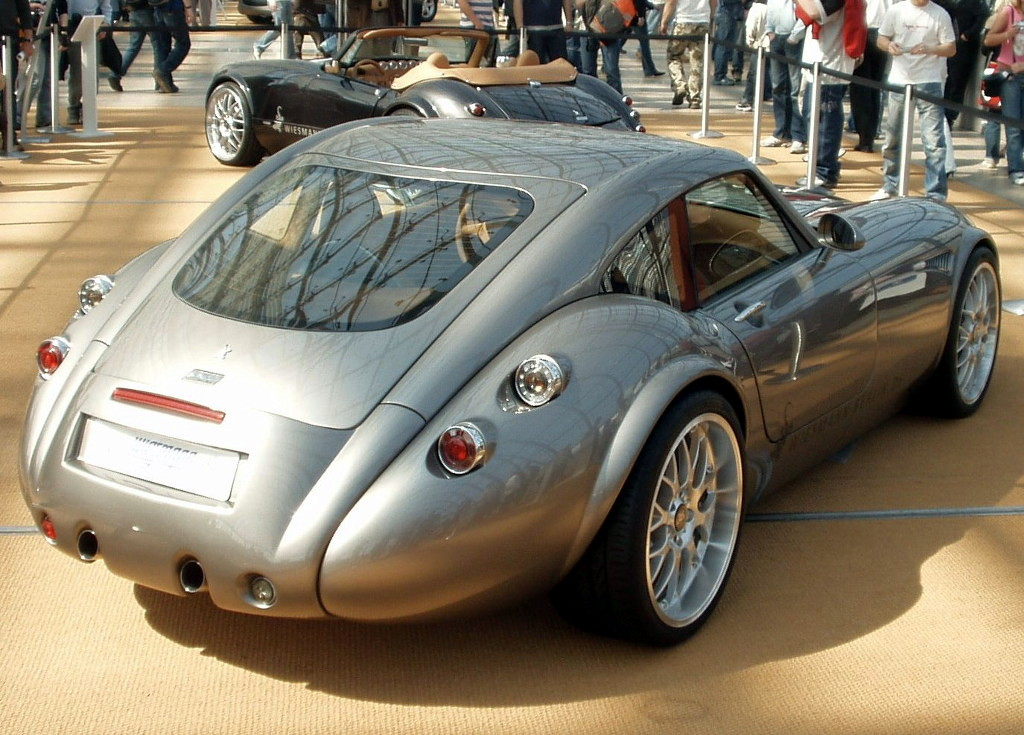
Tył nadwozia